# Kopman

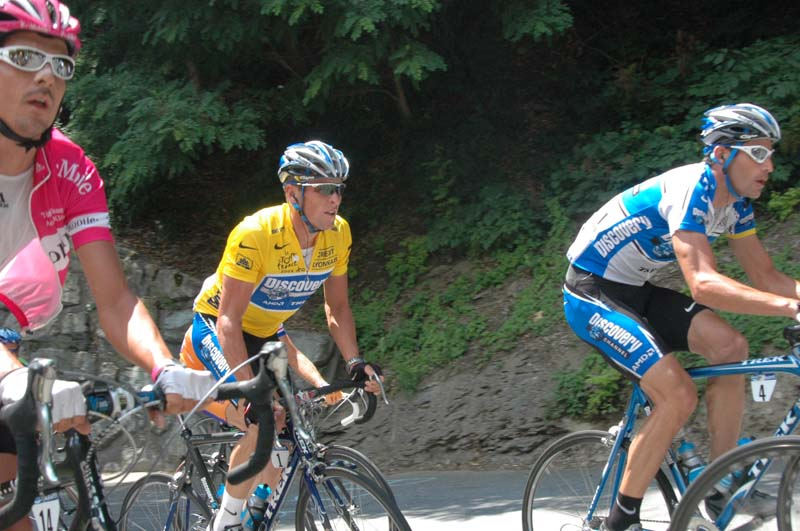
George Hincapie maakt het tempo voor Lance Armstrong in de Tour van 2005 (Courchevel-Briançon).

In de wielersport is de kopman van een wielerploeg de belangrijkste renner van die ploeg in een wedstrijd, die voor het klassement en/of de (rit)zege gaat. Het "kopmanschap" binnen een wielerploeg kan per wedstrijd verschillen. De andere leden van de ploeg rijden dan vaak in dienst van de kopman, wat inhoudt dat ze hem uit de wind houden, water voor hem halen en bij eventuele pech op hem wachten.
Sommige ploegen zijn geheel rond één kopman gebouwd, zoals de Tourploegen van Lance Armstrong, andere ploegen hebben meerdere kopmannen of geven alle renners een vrije rol.